# Cyril Gallay
Cyril Gallay (álnév: Strýčko Gallay; Ratkó, 1857. március 13. – Szenice, 1913. március 18.) szlovák költő, műfordító és pedagógus.

## Élete
Az apja Daniel Gallay közjegyző volt, az édesanyja Amália Černoková. Nagyrőcén járt iskolába, a tanulmányait Losoncon folytatta. Tanári pályafutását 1875-ben kezdte  Besztercebánya–Radványon, 1876-tól Csácsón és Szenicén, ahol 1909-ig dolgozott, egészen a nyugdíjba vonulásáig. 1913-ban Szenicén halt meg.

## Munkássága
1882-ben debütált A sors könnyei című verseskötettel. A műveit elsősorban folyóiratokban tette közzé (Orol, Včelka, Slovenský týždenník, Noviny mladých, Zornička, Dom a škola). Cikkeket írt a fiatalok családon belüli neveléséről, nemzeti témákról, vallási munkákról, világirodalmi alkotásokat fordított. A drámáját széles körben bemutatták falusi amatőr színházakban. Kiadott néprajzi kutatásokat nyelvjárásokról, valamint fizikatankönyvet írt a nemzeti iskolák számára Školník pre školy evanjelické részeként. Meg akarta könnyíteni a tankönyv jövőbeli felhasználói számára a tanításra való felkészülését, gondosan mintát készített 17 kérdésre, amelyek kimerítették a teljes tanterv hatókörét.

## Művei

### Költészet
- Slzy osudu (1882) A sors könnyei

### Drámái
- Svedomie – Lelkiismeret
- Vzkriesenie – Feltámadás[1]

### Egyéb munkái
- Školník pre školy evanjelické (1901)[2] Az evangélikus iskolák gondnoka
- Úhrabky deje- národopisné (1911) Néprajzi karcolatok

### Műfordítások
- Tisíc a jedna noc (1908) Az Ezeregyéjszaka meséi
- Hans Christian Andersen: Andersenove poviedky I a II (1911) Andersen novellái I. és II.
- Rozprávky bratov Grimmovcov – A Grimm testvérek meséi
- Petőfi Sándor: A XIX. század költői (Poetom XIX. storocia)[3]

## Fordítás
- Ez a szócikk részben vagy egészben  a   Cyril Gallay című szlovák Wikipédia-szócikk ezen változatának fordításán alapul.  Az eredeti cikk szerkesztőit annak laptörténete sorolja fel. Ez a jelzés csupán a megfogalmazás eredetét és a szerzői jogokat jelzi, nem szolgál a cikkben szereplő információk forrásmegjelöléseként.